# Емил Кабаиванов
Емил Кабаиванов е български политик. Той е кмет на Карлово от 2003 до 2007 г. и от 2011 г. насам. Лидер на СДС от 2012 г. до 2013 г.

## Биография
Роден е на 12 януари 1961 година в гр. Стара Загора. Женен, има две деца – дъщеря и син.
Завършил е медицина във ВМИ – Пловдив със специалност „Ортопедия и травматология“. Има и магистърска степен по икономика и стопанско управление от Югозападния университет „Неофит Рилски“ в Благоевград. През 1999 – 2001 г. специализира здравен мениджмънт във ВМИ – София.
Трудовият му път започва като лекар-ординатор и ортопед-травматолог в МБАЛ „Д-р Киро Попов“ в гр. Карлово. Бил е и ортопед в частна клиника „Каспела“ в Пловдив.
Член е на Съюза на демократичните сили от 1992 година. В периода 2012 – 2013 г. е председател на партията. Заместник-председател е на СДС.
В мандата 1999 – 2003 г. е председател на Общинския съвет на община Карлово. През 2003 г. е избран за кмет на община Карлово. Между 2007 г. и 2011 г. е началник на дирекция „Национална координация“ в централата на СДС в София. През 2011 г. отново е избран за кмет на община Карлово и изпълнява тази длъжност вече четвърти последователен мандат, като е преизбиран съответно през 2015 г. ,2019 г. и 2023 г.
Член е на Управителния съвет на Националното сдружение на общините в Република България /НСОРБ/.
На 15 юли 2012 г. печели балотажа на вътрешните избори за лидер на СДС след победа над депутата Ваньо Шарков. Е. Кабаиванов е противник на съюза с ДСБ. Подава оставка след изборите през 2013 г.